# Dni marcowe
Dni marcowe lub wydarzenia marcowe (azer. Mart hadisələri) – okres konfliktów i starć międzyetnicznych, który miał miejsce w dniach 30 marca – 2 kwietnia 1918 roku w Baku i przyległych obszarach guberni bakijskiej.
W warunkach walki o władzę po rozpadzie Imperium Rosyjskiego między bolszewikami wspieranymi przez Armeńską Federację Rewolucyjną (dasznaków) z jednej strony a azerską partią Musawat z drugiej, w Baku pojawiły się plotki o możliwym powstaniu muzułmańskim  podsycane przez działaczy bolszewickich i dasznackich. Wskutek walk, zamieszek i pogromów doszło do przejęcia kontroli nad miastem przez oddziały bolszewicko-ormiańskie i utworzenia krótkotrwałej Komuny Bakijskiej w kwietniu 1918 roku.
Większość źródeł historycznych i relacji interpretuje wydarzenia marcowe w kontekście chaosu wywołanego przez rosyjską wojnę domową, jednak współczesne oficjalne opracowania azerbejdżańskie nazywają je ludobójstwem. Pośrednim skutkiem tych wydarzeń były dni wrześniowe, podczas których Kaukaska Armia Islamu i jej lokalni azerscy sojusznicy dokonali masakry 10 000 – 30 000 Ormian po zdobyciu Baku.

## Tło

### Sytuacja polityczna

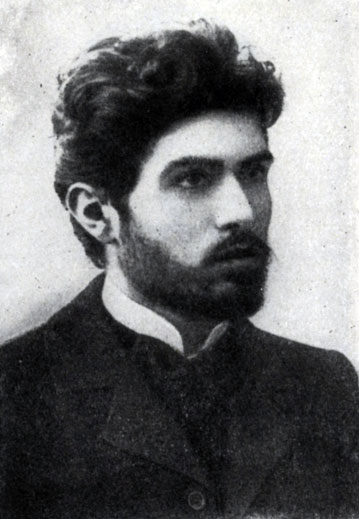
Stepan Szaumian, przywódca Rady, a później Komuny Bakijskiej

Po rewolucji lutowej w Rosji utworzono Specjalny Komitet Zakaukaski, w którego skład weszli przedstawiciele Ormian, Azerów i Gruzinów, w celu administrowania częściami Kaukazu Południowego kontrolowanymi przez Rząd Tymczasowy Rosji. Po rewolucji październikowej, 11 listopada 1917 roku, komitet ten został zastąpiony przez Komisariat Zakaukaski, znany również jako Sejm, z siedzibą w Tyflisie. Sejm sprzeciwiał się bolszewizmowi i dążył do oddzielenia Kaukazu Południowego od radzieckiej Rosji. Aby temu zapobiec, 13 listopada 1917 roku grupa bolszewików i lewicowych eserowców proklamowała Radę Bakijską, organ zarządzający, który przejął władzę nad terytorium guberni bakijskiej pod przewodnictwem bolszewika Stepana Szaumiana. Chociaż w skład Rady Bakijskiej wchodzili zarówno Azerowie, jak i Ormianie, którzy nie byli bolszewikami, ani niekoniecznie sympatyzowali z ideami bolszewickimi, dwie partie nacjonalistyczne i członkowie Sejmu ― Musawat  oraz Armeńska Federacja Rewolucyjna ― odmówiły uznania jej władzy. Musawat z siedzibą w Baku zdominował Muzułmańskie Rady Narodowe, organ przedstawicielski, który ostatecznie utworzył pierwszy parlament Demokratycznej Republiki Azerbejdżanu. Məmməd Həsən Hacınski przewodniczył Tymczasowemu Komitetowi Wykonawczemu MNC, a Məhəmməd Əmin Rəsulzadə, Əlimərdan bəy Topçubaşov, Fətəli xan Xoyski i inni ważni politycy znaleźli się wśród 44 delegatów azerbejdżańskich do Sejmu. Tymczasem Armeńska Federacja Rewolucyjna, założona w Tbilisi, utworzyła 27-osobową delegację ormiańską do Sejmu. Przywódca Rady Bakijskiej, Szaumian, utrzymywał kontakty z dasznakami i postrzegał ich jako źródło wsparcia dla eliminacji wpływów Musawatu w Baku.
Po rewolucji październikowej armia rosyjska rozpadła się, a jej jednostki masowo uciekały z linii frontu, często nękając miejscową ludność. Zaniepokojony sytuacją Sejm powołał Wojskową Radę Narodowości z przedstawicielami Ormian, Azerów i Gruzinów, która dysponowała własnym wojskiem. Kiedy w styczniu 1918 roku duża grupa żołnierzy rosyjskich wycofała się z linii frontu rosyjsko-osmańskiego, przewodniczący rady, gruziński mienszewik Noe Ramiszwili, nakazał ich rozbrojenie. Żołnierze rosyjscy zostali zatrzymani w pobliżu stacji Szamchor i – po odmowie poddania się – zaatakowani przez bandy azerskie, co przeszło do historii jako masakra szamchorska. Rada Bakijska wykorzystała ten incydent na swoją korzyść, działając przeciwko Sejmowi i Azerom.
W dniach 10–24 lutego 1918 roku Sejm przyjął deklarację niepodległości Zakaukaskiej Demokratycznej Republiki Federacyjnej. W międzyczasie, aby wesprzeć ormiański opór przeciwko Imperium Osmańskiemu, rząd brytyjski podjął próbę zorganizowania i wyszkolenia grupy Ormian pod dowództwem gen. mjr. Lionela Dunsterville’a w Bagdadzie. Alianci udzielili Ormianom również pomocy finansowej w wysokości 6 500 000 rubli (3 250 000 dolarów w 1918 roku). Ponadto Ormiańska Organizacja Narodowa Kaukazu utworzyła w Piotrogrodzie Ormiański Komitet Wojskowy pod dowództwem gen. Jakowa Bagraduniego i wezwała wszystkich ormiańskich żołnierzy rozproszonych po całej Rosji do mobilizacji na froncie kaukaskim. W odpowiedzi na to wezwanie, na początku marca 1918 roku w Baku zebrała się duża liczba uzbrojonych Ormian, dołączając do grupy 200 wyszkolonych oficerów, którym towarzyszyli generał Bagradouni i współzałożyciel dasznaków, Stepan Zorian (ps. Rostom).
Azerowie nabierali coraz większych podejrzeń, że Szaumian, jako Ormianin z pochodzenia, spisuje z dasznakami przeciwko nim. Oddziały Kaukaskiej Dywizji Kawalerii (zwanej też „Dywizją Dziką”), złożonej z kaukaskich muzułmanów, którzy służyli wcześniej w Armii Imperium Rosyjskiego, rozbroiły probolszewicki garnizon w Lenkoranie, a dagestańscy powstańcy pod wodzą imama Nażmutdina Gocinskiego wyparli bolszewików z Pietrowska, odcinając tym samym lądowe połączenie Baku z radziecką Rosją. Rozejm w Erzincanie, a następnie traktat brzeski podpisany 3 marca 1918 roku, sformalizowały wyjście Rosji z I wojny światowej. Według Richarda G. Hovannisiana tajny aneks do traktatu brzeskiego zobowiązywał bolszewików do demobilizacji i rozwiązania etnicznych formacji ormiańskich na terytoriach wcześniej znajdujących się pod kontrolą rosyjską. Na kolejnej konferencji pokojowej w Trabzonie delegacja osmańska wezwała do jednolitego stanowiska Sejmu przed zakończeniem negocjacji. Bolszewicy byli coraz bardziej zaniepokojeni siłą powstającej Federacji Zakaukaskiej i w tej sytuacji musieli wybierać między Musawatem a dasznakami w walce o dominację nad największym miastem Zakaukazia. W ten sposób Rada Bakijska została wciągnięta w nacjonalistyczne napięcia między Azerami i Ormianami, próbując wykorzystać jeden naród w działaniach przeciwko drugiemu.
Ponieważ w Baku wydobywano 7 mln ton ropy naftowej rocznie (około 15% światowej produkcji), podczas I wojny światowej miasto pozostawało w polu widzenia głównych walczących mocarstw. Chociaż większość złóż ropy naftowej należała do Azerów, a mniej niż 5% do Ormian, to większość praw do produkcji/dystrybucji w Baku należała do inwestorów zagranicznych, głównie Brytyjczyków. Na początku 1918 roku Niemcy przenieśli gen. Friedricha von Kressensteina walczącego w kampanii synajsko-palestyńskiej, aby zorganizował niemiecką ekspedycję na Kaukaz, mającą na celu zdobycie Baku. W odpowiedzi na ten krok, w lutym 1918 roku Brytyjczycy wysłali do Baku gen. Lionela Dunsterville’a z wojskami droga morską przez Enzeli, aby zablokować niemieckie działania na Kaukazie i chronić brytyjskie inwestycje w rejonie.

### Dane demograficzne i grupy zbrojne

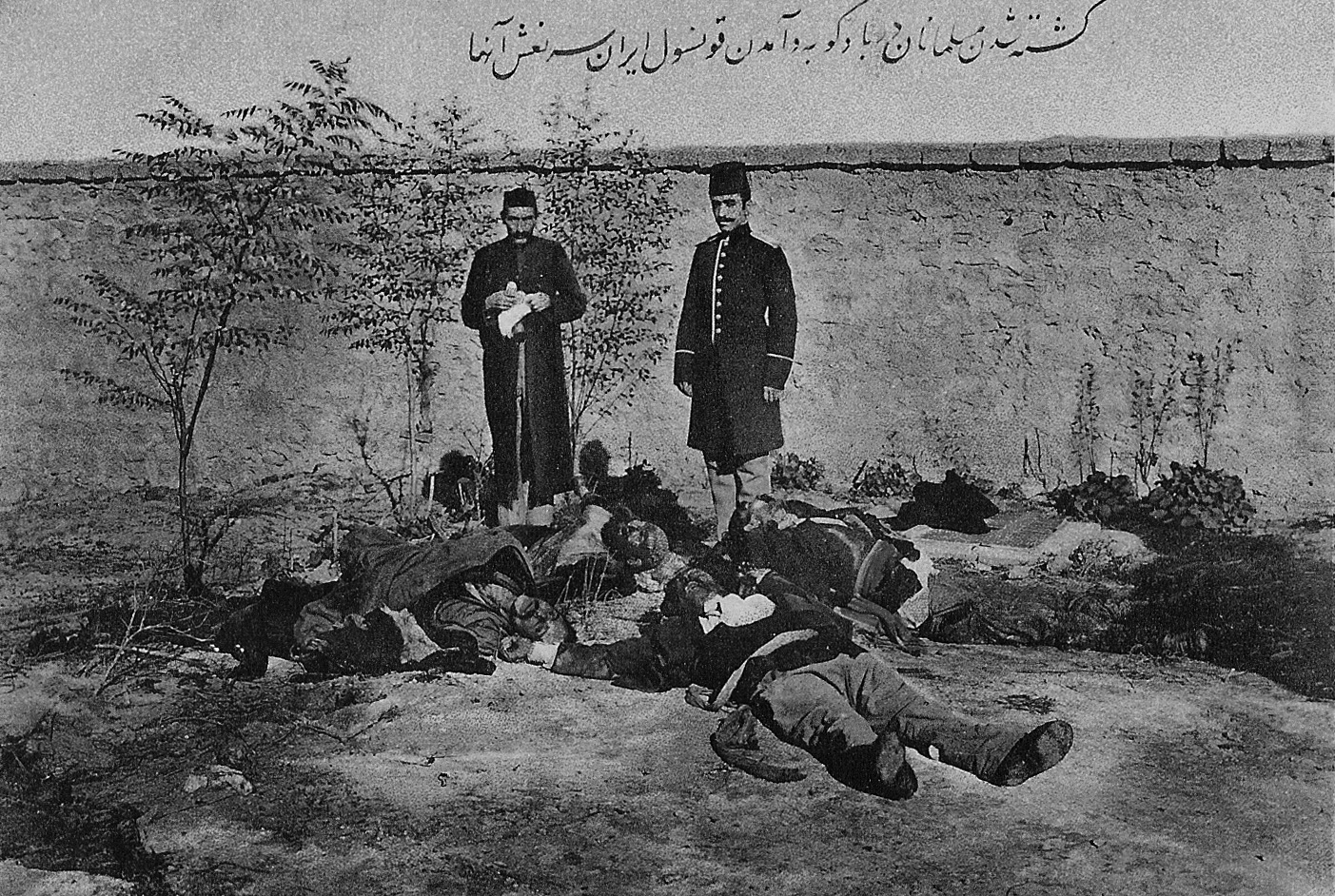
Irański konsul M.S. Vezare-Maragai przy ciałach muzułmańskich ofiar w Baku po dniach marcowych

Przed I wojną światową liczba ludności Baku, wliczając w to przylądek Bailoff, Białe Miasto, pola naftowe i okoliczne wioski, wynosiła ponad 200 000 osób, w tym: 74 000 tymczasowych migrantów ekonomicznych z różnych części Rosji, 56 000 azerskich rdzennych mieszkańców miasta i regionu, 25 000 Ormian, 18 000 Persów, 6 000 Żydów, 4 000 Tatarów Wołżańskich, 3 800 Lezginów, 2 600 Gruzinów, 5 000 Niemców, 1 500 Polaków i wiele innych narodowości, liczących mniej niż po 1 000 osób każda. Azerbejdżanie stanowili większość wśród tubylców i byli właścicielami większości ziemi, w tym złóż ropy naftowej. Stanowili oni również większość siły roboczej i niewielką klasę handlową, a także zajmowali się niektórymi placówkami handlowymi i finansowymi. Przemysł naftowy był w dużej mierze własnością niewielkiej liczby zagranicznych kapitalistów.
Przed wydarzeniami marcowymi 1918 roku główne grupy zbrojne w Baku składały się z 6000 żołnierzy z resztek rosyjskiej Armii Kaukaskiej, która wycofała się z linii frontu osmańskiego, około 4000 żołnierzy ormiańskiej milicji zorganizowanej w ramach partii dasznackiej oraz nieokreślonej liczby żołnierzy Kaukaskiej Dywizji Kawalerii, formalnie rozwiązanej w styczniu 1918 roku.

## Wydarzenia z 30 marca – 2 kwietnia 1918

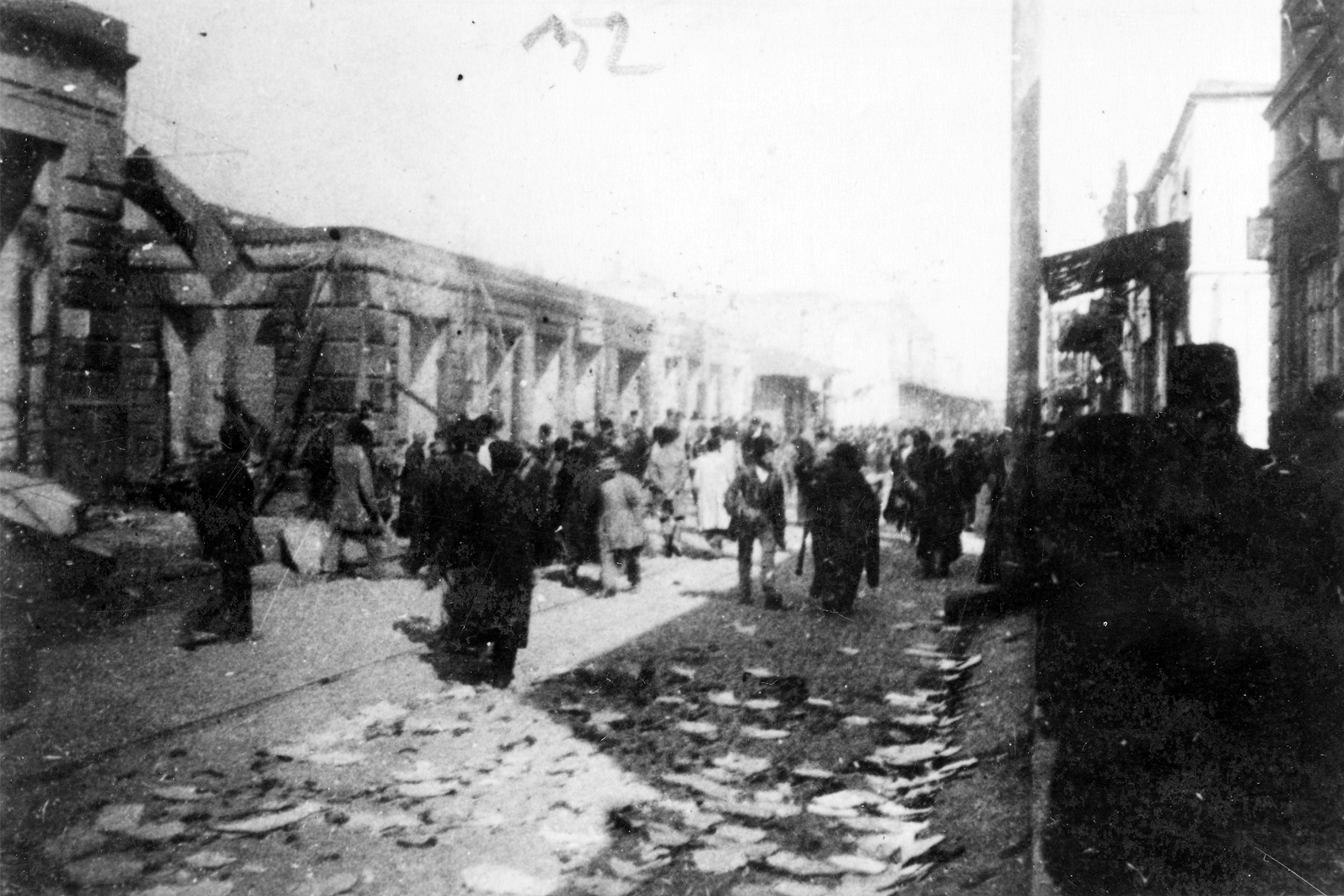
Ulica Bazarnaja (dzisiejsza Aleja Azerbejdżańska) w czasie dni marcowych

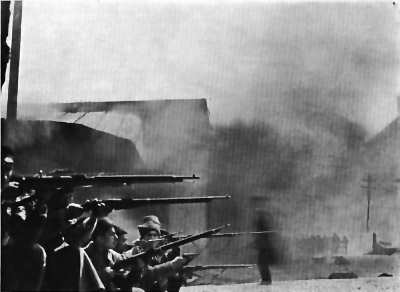
Uzbrojeni Ormianie na terenie spalonego bazaru azerskiego („tatarskiego” w ówczesnej terminologii)

Kiedy sztab rozwiązanej Kaukaskiej Dywizji Kawalerii przybył do Baku 9 marca 1918 roku, bolszewicy natychmiast aresztowali jej dowódcę, generała Tałyszynskiego. Wywołało to protesty ludności azerskiej, która wzywała do zbrojnego oporu wobec władzy sowieckiej. Według historyka Firuza Kazemzadeha, Szaumian mógł zapobiec rozlewowi krwi, gdyby był mniej impulsywny i uparty. Zaledwie kilka dni wcześniej Szaumian otrzymał telegram od Włodzimierza Lenina, w którym radził mu „nauczyć się dyplomacji”, ale rada ta została zignorowana.
Konfrontacja w marcu 1918 roku została wywołana incydentem z parowcem „Ewelina”. 27 marca 1918 roku pięćdziesięciu byłych żołnierzy Kaukaskiej Dywizji Kawalerii przybyło do Baku na tym statku, aby wziąć udział w pogrzebie swojego kolegi Mameda Tağıyeva, syna znanego azerbejdżańskiego magnata naftowego i filantropa, Mirzy Tağıyeva. Mamed Tağıyev zginął w potyczce z siłami rosyjsko-ormiańskimi w Lenkoranie  Kiedy żołnierze wrócili na pokład „Eweliny”, aby wypłynąć z Baku 30 marca 1918 roku, bolszewicy otrzymali informację, że muzułmańska załoga statku była uzbrojona i czekała na sygnał do buntu przeciwko nim. Chociaż raport nie miał żadnych podstaw, bolszewicy na jego rozbroili załogę, która próbowała stawiać opór. Inne źródła twierdzą, że [przypisy 3] Azerowie byli zaniepokojeni rosnącą siłą militarną Ormian w Baku i wezwali na pomoc jednostki Kaukaskiej Dywizji Kawalerii w Lenkoranie. Ich przybycie wywołało wielkie zaniepokojenie zarówno wśród bolszewików, jak i Ormian. Kiedy wysłano urzędników na nabrzeże, aby spróbowali ustalić ich zamiary, zostali oni przywitani ogniem, a wielu z nich zginęło. Ostatecznie przybysze zostali rozbrojeni przez liczniejsze siły bolszewickie, ale gdy 1 kwietnia przybyły kolejne jednostki Kaukaskiej Dywizji Kawalerii, jak ujął to MacDonell, „kocioł bakijski wykipiał”. Nie ustalono, kto oddał pierwszy strzał, ale wkrótce Baku stało się polem bitwy, z okopami i barykadami pospiesznie przygotowywanymi w całym mieście.

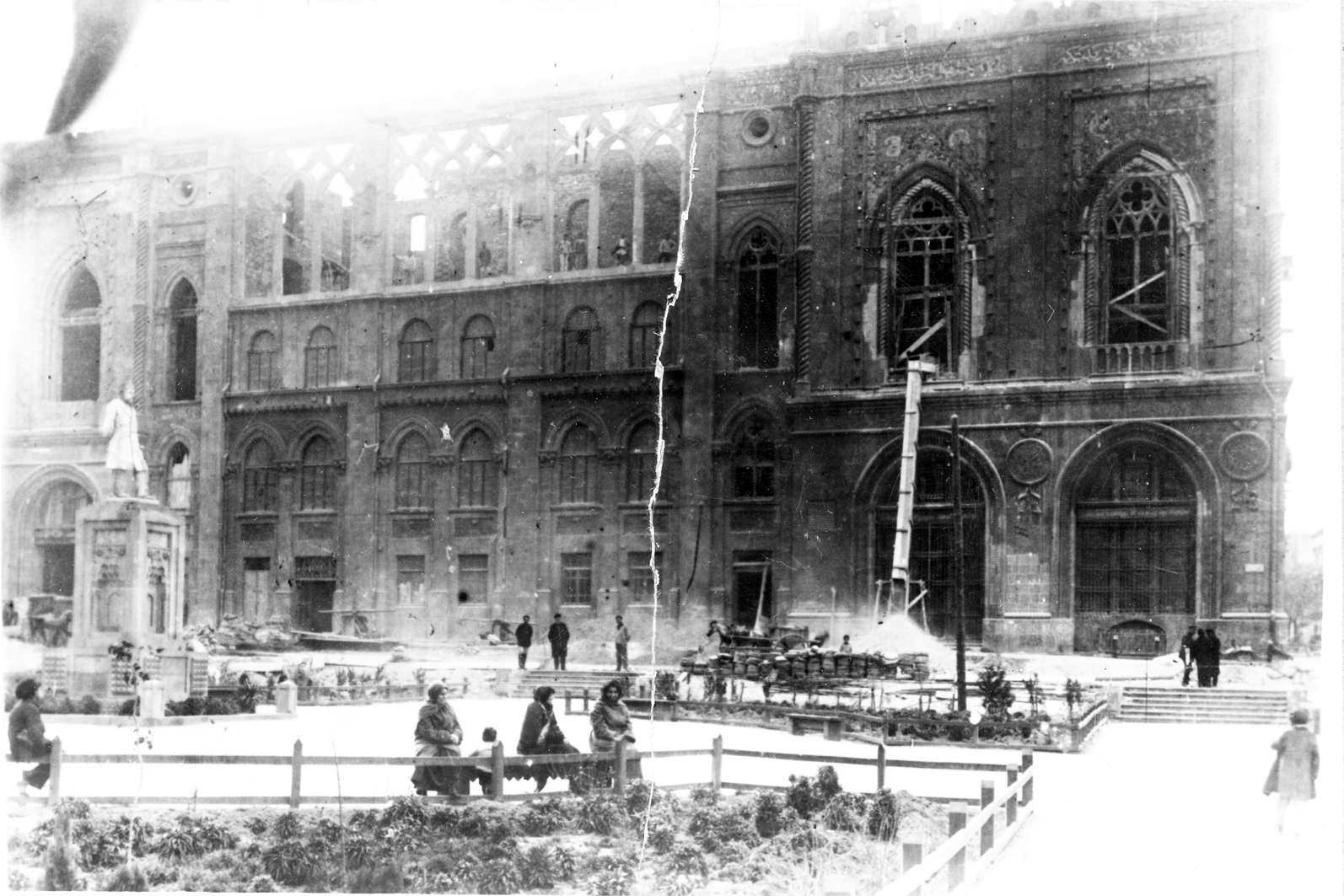
Budynek Istiglaliyyat podczas zamieszek

Do godziny 18:00 30 marca 1918 roku w całym Baku toczyły się walki. Strona radziecka, dowodzona przez Szaumiana, zdała sobie sprawę, że rozpoczyna się prawdziwa wojna domowa, a jej własne siły są niewystarczające przeciwko masom azerskim, którym przewodził Musawat. Tymczasowych sojuszników znaleziono wśród mienszewików, eserowców i kadetów (prawicowych liberałów), którzy obiecali wspierać bolszewików jako obrońców „sprawy rosyjskiej”. W odpowiedzi gazeta „Achiq Söz” wydawana przez Musawat zauważyła, że choć bolszewicy i mienszewicy walczyli przeciwko sobie już od roku, to nagle jednoczyli się przeciwko Musawatowi, nawet z kadetami i dasznakami. Gazeta przypisała ten sojusz czynnikom narodowym i stwierdziła, że próba nastawienia przez bolszewików „jednej narodowości przeciwko drugiej, zamiast walki klas, była tragiczną kapitulacją demokracji”.
Rankiem 31 marca Azerowie sprzeciwiający się rozbrojeniu przez bolszewików Kaukaskiej Dywizji Kawalerii zorganizowali protesty w Baku, domagając się wydania broni muzułmanom. Azerska organizacja bolszewicka Hümmət próbowała mediacji w sporze, proponując przekazanie broni odebranej Kaukaskiej Dywizji Kawalerii pod ich opiekę. Szaumian zgodził się na tę propozycję, ale po południu 31 marca, gdy przedstawiciele muzułmanów stawili się przed radzieckim kierownictwem w Baku, aby odebrać broń, w mieście słychać było już strzały, a sowiecki komisarz Prokopi Dżaparidze odmówił wydania im broni. Poinformował on kierownictwo Hümmetu, że „Musawat rozpoczął wojnę polityczną”. Rozmowy zostały nagle przerwane, gdy zostali ostrzelani sowieccy żołnierze. Bolszewicy oskarżyli muzułmanów o odpowiedzialność za incydent, przerwali negocjacje i rozpoczęli działania wojenne. Później Szaumian przyznał, że bolszewicy celowo wykorzystali to wydarzenie jako pretekst do ataku na swoich przeciwników politycznych:

Musieliśmy dać odpór i wykorzystaliśmy okazję do pierwszej próby zbrojnego szturmu na naszą jednostkę kawalerii, rozpoczynając atak na cały front. Dzięki staraniom zarówno lokalnej Rady, jak i Wojskowo-Rewolucyjnego Komitetu Armii Kaukaskiej, który przemieścił się tutaj (z Tyflisu i Sarıkamışu), dysponowaliśmy już siłami zbrojnymi – około 6000 ludzi. Dasznacy dysponowali również 3000–4000 żołnierzy sił narodowych, które były do naszej dyspozycji. Udział tych ostatnich nadał wojnie domowej, w pewnym sensie, charakter masakry etnicznej, jednak nie dało się jej uniknąć. Działaliśmy celowo. Biedni muzułmanie bardzo ucierpieli, jednak teraz jednoczą się wokół bolszewików i Rady

Ormianie początkowo zachowali neutralność, gdy rozpoczęła się muzułmańska rebelia przeciwko Radzie. Partia Musawat zaproponowała sojusz z dasznakami, ale spotkała się z odmową. Ormiańskie dowództwo wycofało swoje siły na ormiańskie obszary Baku i ograniczyło działania do samoobrony. Wieczorem 31 marca walki w Baku nasiliły się do rozmiarów regularnej bitwy. Rankiem 1 kwietnia 1918 roku Komitet Obrony Rewolucyjnej Rady Bakijskiej wydał ulotkę, w której napisano:

W związku z faktem, że kontrrewolucyjna partia Musawat wypowiedziała wojnę Radzie Delegatów Robotniczych, Żołnierskich i Marynarzy w Baku, zagrażając w ten sposób istnieniu rządu rewolucyjnej demokracji, Baku zostaje ogłoszone miastem w stanie oblężenia

Zmuszony do szukania poparcia u muzułmańskiego Musawatu lub ormiańskich dasznaków, Szaumian, sam będący Ormianinem, wybrał tę drugą opcję. Po początkowo mało intensywnych potyczkach ulicznych, dasznacy rozpoczęli prawdziwą masakrę, mordując zarówno żołnierzy Musawatu, jak i muzułmańską ludność cywilną w Baku i na okolicznych terenach wiejskich.
Istnieją opisy działań dasznackich oddziałów, które bezlitośnie rabowały, podpalały i mordowały ludność muzułmańskich dzielnic miasta. Według Petera Hopkirka „Ormianie, widząc, że w końcu pokonali swoich odwiecznych wrogów, teraz pałali żądzą zemsty”. W bakijskich dzielnicach Bałachany i Ramany większość muzułmańskich robotników pozostała w swoich domach i unikała walk, a chłopi nie przyłączyli się do antyradzieckich rebeliantów. Perscy robotnicy pozostawali bierni przez cały okres walk, odmawiając opowiedzenia się po którejkolwiek ze stron. Lewicowi przywódcy muzułmańscy, w tym liderzy partii eserowskiej i Hümmetu, tacy jak Nəriman Nərimanov, Meszadi Azizbekow, Bunyat Sardarow i Qazıməmməd Ağasıyev, wspierali siły radzieckie. Podczas walk bolszewicy zdecydowali się użyć artylerii przeciwko azerskim dzielnicom mieszkalnym w mieście.
Po południu 1 kwietnia do Hotelu Astoria przybyła muzułmańska delegacja. Komitet Obrony Rewolucyjnej postawił im ultimatum i zażądał, aby przedstawiciele wszystkich stronnictw muzułmańskich podpisali dokument, po czym ostrzał miał ustać. Wczesnym wieczorem porozumienia zostały podpisane, a bombardowanie artyleryjskie rzeczywiście zostało przerwane. Walki trwały jednak aż do nocy 2 kwietnia 1918 roku, kiedy tysiące muzułmanów zaczęło masowo opuszczać miasto. Piątego dnia, mimo że znaczna część miasta wciąż płonęła, wszelki opór ustał, pozostawiając ulice usiane zabitymi i rannymi, niemal wyłącznie muzułmanami.

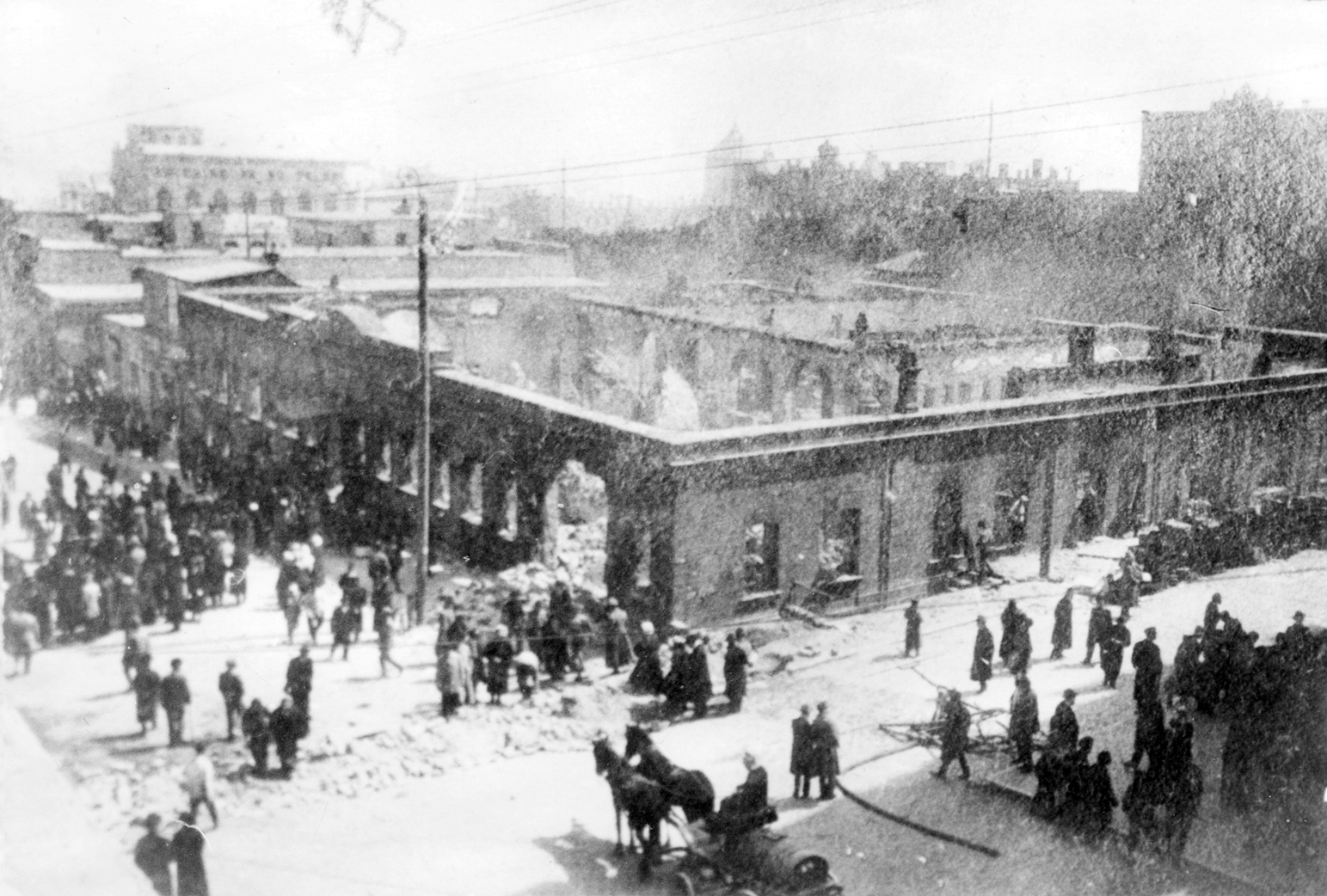
Ruiny redakcji gazety „Kaspi” przy ulicy Nikołajewskiej (obecnie ulica Istiglaliyyat)
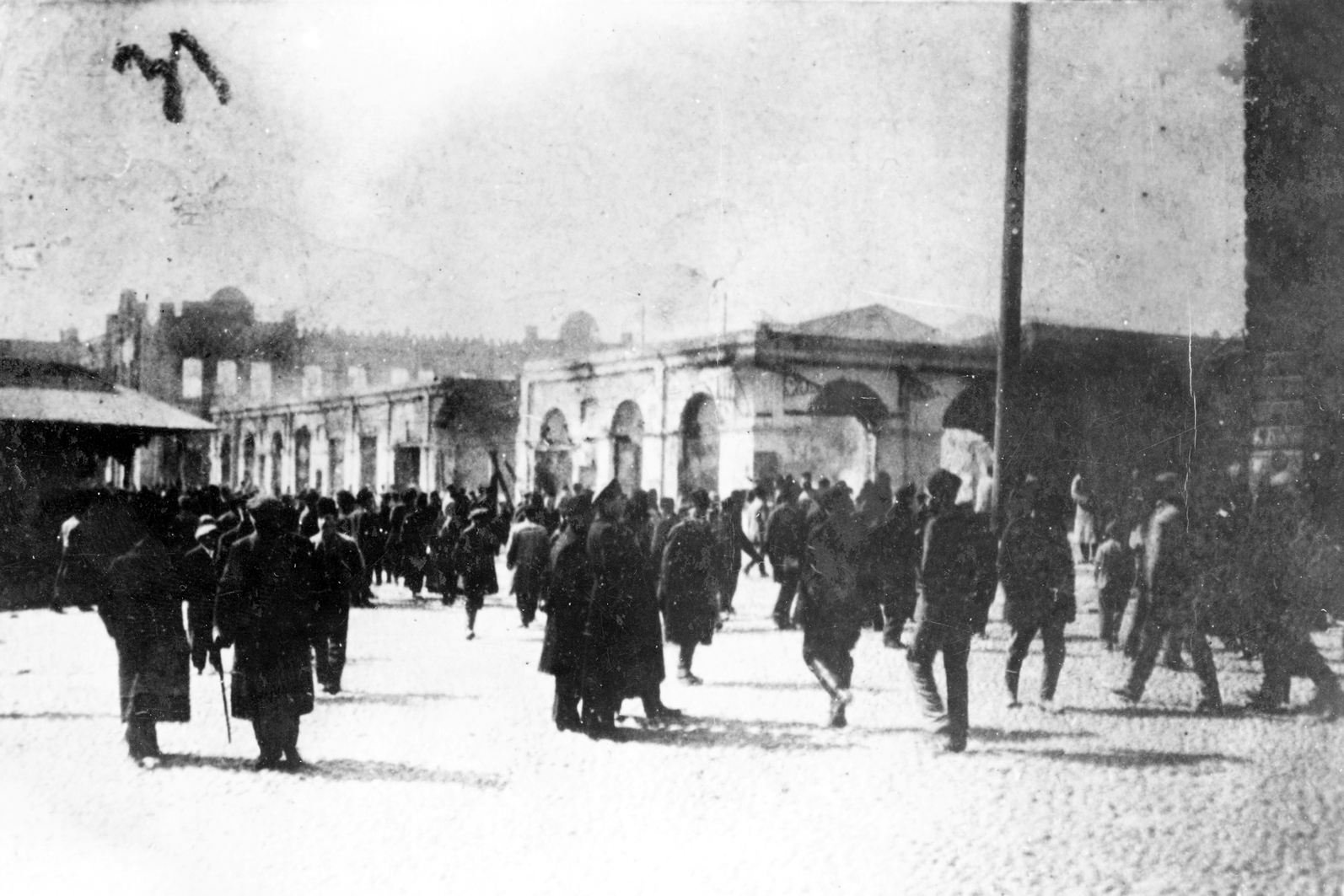
Ulica Gubernska (obecnie ulica Nizamiego)
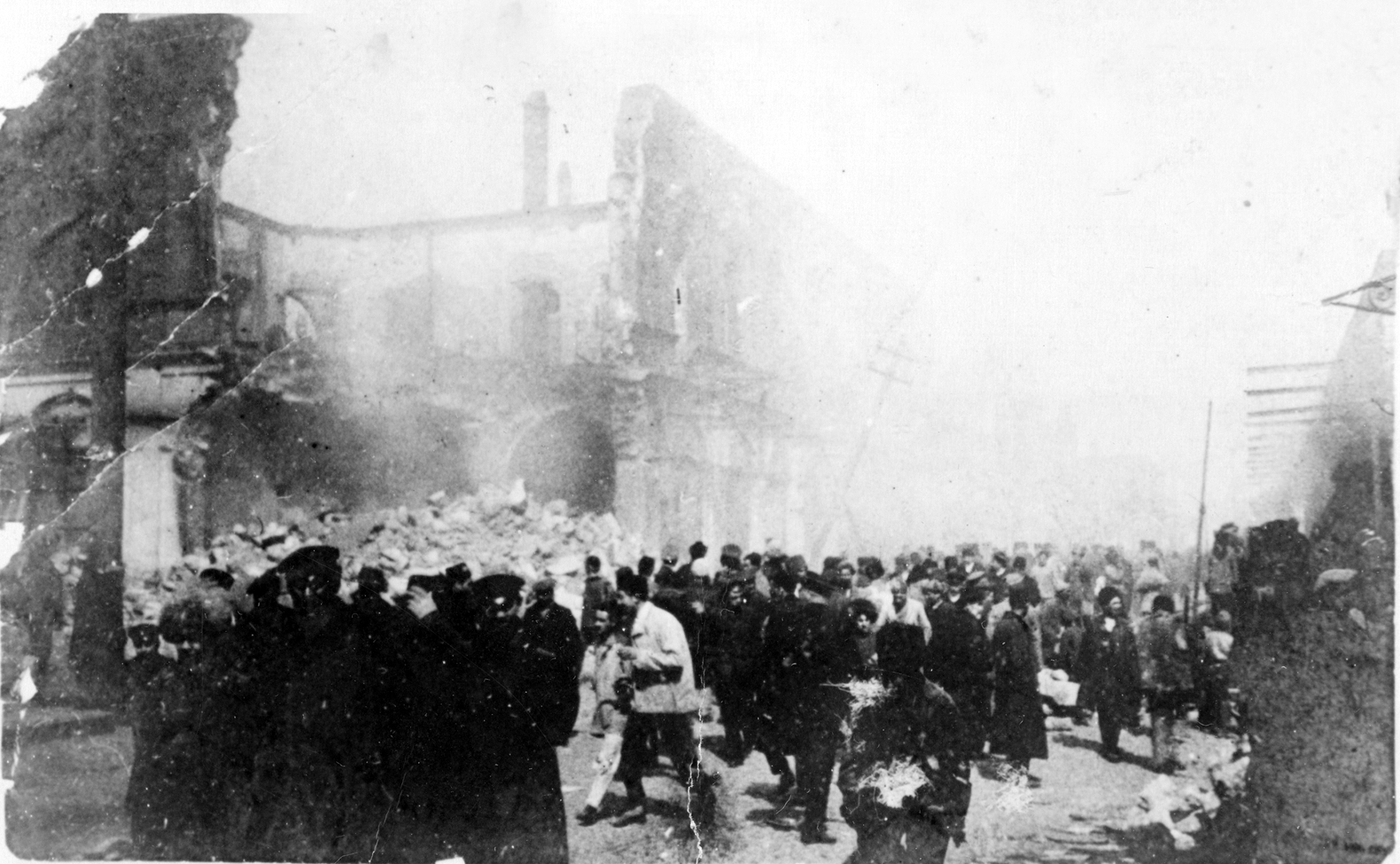
Ulica Bazarna (obecnie aleja Azerbejdżanu)
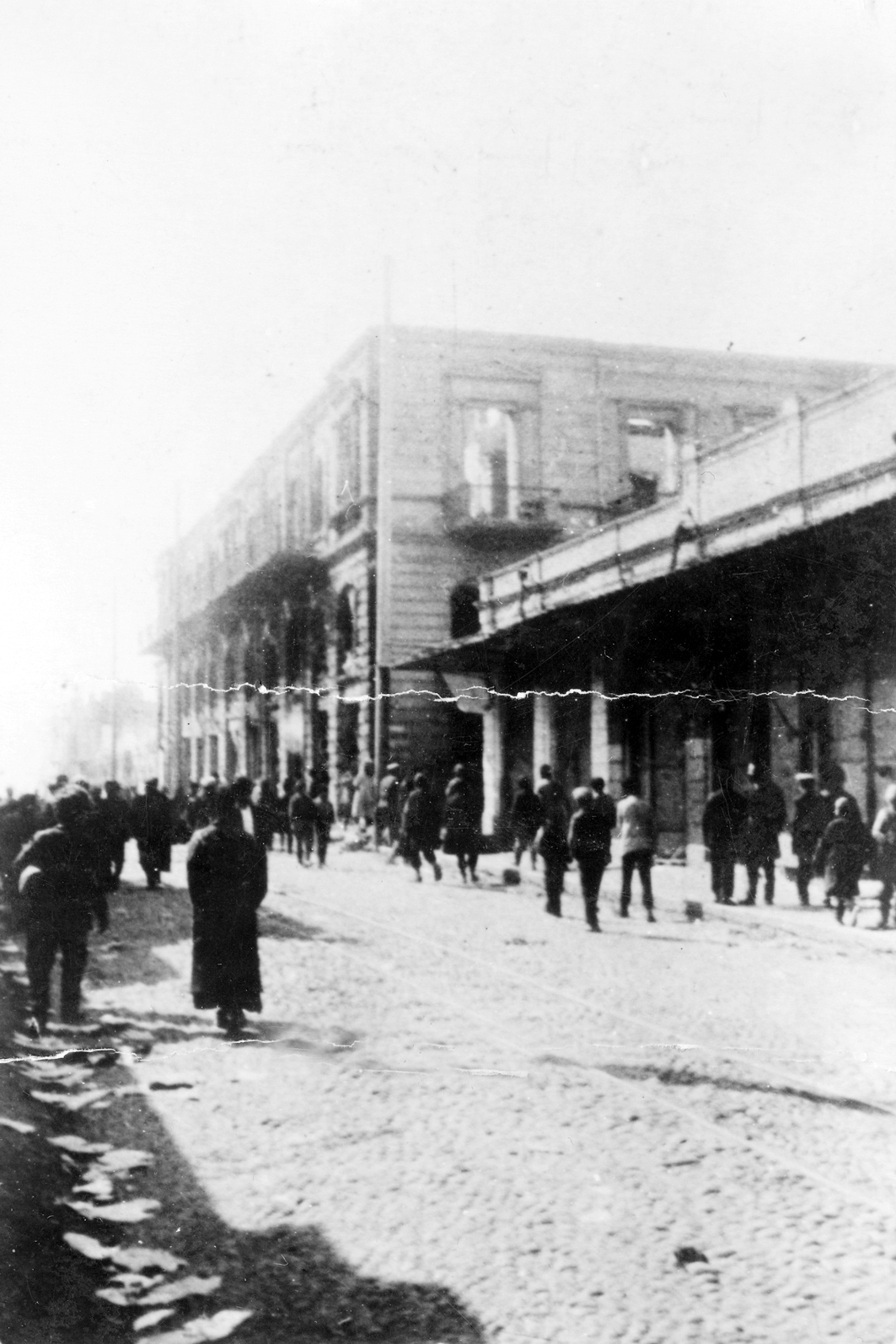
Ulica Pocztowa (obecnie ulica Taghizadeh)

## Straty

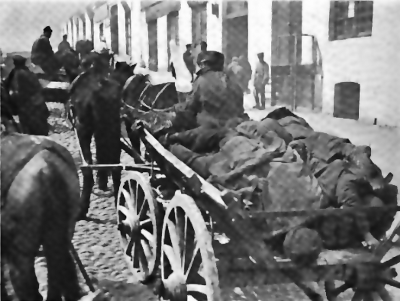
Usuwanie ciał zamordowanych z ulic

W majowym komunikacie „The New York Times” z 1918 roku podano, że „w walkach między Rosjanami a muzułmanami zginęło 2000 osób, a 3000 zostało rannych”. Późniejsza publikacja „The New York Times” z 1919 roku donosiła – prawdopodobnie powołując się na azerskich urzędników – że w trakcie tych wydarzeń zginęło aż 12 000 osób. Ta sama publikacja napisała, że według przedstawicieli Azerbejdżanu bolszewicy zmiażdżyli muzułmanów przy pomocy Ormian, którzy chcieli „zniszczyć dawnych wrogów i przejąć ich ziemie”. W wydaniu „New York Times Current History” z 1920 roku podano tę samą liczbę 12 000 ofiar.
Delegacja azerbejdżańska na paryskiej konferencji pokojowej w 1919 roku przedstawiła następującą interpretację dni marcowych:

W tym krwawym epizodzie, który miał tak fatalne skutki dla muzułmanów, główną rolę odegrali Ormianie, którzy przebywali wówczas w Baku, gromadząc się, podobnie jak gdzie indziej, wokół swojej partii nacjonalistycznej [dasznaków] […] Prawda jest taka, że Ormianie pod przykrywką bolszewizmu rzucili się na muzułmanów i w ciągu kilku przerażających dni wymordowali ponad 12 000 osób, w tym wielu starców, kobiety i dzieci

Przywódca Rady Bakijskiej, Stepan Szaumian, twierdził, że w ciągu dwóch dni po obu stronach zginęło ponad 3000 osób. Jednakże w swoim artykule z października 1918 roku dla „Armenian Herald” – publikacji bostońskiego Ormiańskiego Związku Narodowego Ameryki – znany przywódca dasznaków, Karekin Pastermadian, twierdził, że zginęło ponad 10 000 Azerów i prawie 2500 Ormian.
Według Firuza Kazemzadeha:

Brutalne wydarzenia trwały tygodniami. Żadna ze stron nie okazywała litości: nie szanowano ani wieku, ani płci. Ogromne tłumy przemierzały ulice, podpalając domy, zabijając każdego przechodnia, którego uznano za wroga. Wiele niewinnych osób poniosło śmierć z rąk zarówno Ormian, jak i Azerów. Walka, która rozpoczęła się jako polityczny spór między Musawatem a bolszewikami, przerodziła się w gigantyczne zamieszki na tle rasowym

## Następstwa

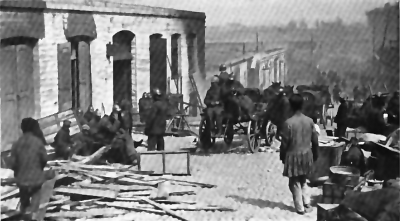
Następstwa dni marcowych w dzielnicy „tatarskiej” (tj. azerskiej)

Bezpośrednio po dniach marcowych wielu muzułmanów, którzy przeżyli masakrę, uciekło do Jelizawietpola w środkowym Azerbejdżanie. Podczas gdy Tymczasowy Komitet Wykonawczy Muzułmańskich Rad Narodowych i Musawat zaprzestały działalności na terytorium guberni bakijskiej, lewicowe ugrupowania polityczne Azerbejdżanu, takie jak eserowcy i Hümmet, skorzystały na tych wydarzeniach i stały się skutecznymi liderami społeczności azerskiej w Baku. Biuro Muzułmańskich Socjalistów zaapelowało do Komitetu Ocalenia Ojczyzny i Rewolucji o zadośćuczynienie niektórym skargom muzułmanów.
13 kwietnia 1918 roku, kilka dni po masakrach, bolszewicy pod wodzą Stepana Szaumiana proklamowali Komunę Bakijską. Struktura ta dążyła do nacjonalizacji bakijskich pól naftowych, ściągając na siebie gniew Brytyjczyków i utworzyła „Czerwoną Armię Baku” – niezdyscyplinowaną i źle zarządzaną formację zbrojną złożoną głównie z rekrutów pochodzenia ormiańskiego. Przywódcy Komuny, znani jako „26 komisarzy bakijskich” nie było wyłącznie komisarzami politycznymi i nie wszyscy byli nawet bolszewikami. Wśród nich znaleźli się przedstawiciele wielu grup etnicznych: Grecy, Łotysze, Żydzi, Rosjanie, Gruzini, Ormianie oraz dwóch rewolucjonistów azerskich – Meszadi Azizbekow i Mir Həsən Vəzirov . Niemniej jednak w oczach Azerów Komuna Bakijska symbolizowała zmowę bolszewicko-ormiańską zrodzoną z krwawej łaźni marcowej .
Dni marcowe wywarły również głęboki wpływ na sformułowanie celów politycznych azerbejdżańskiego ruchu narodowego. O ile wcześniej przywódcy azerscy dążyli jedynie do autonomii w obrębie Rosji radzieckiej, o tyle po masakrach dokonanych przez bolszewików w Baku nie wierzyli dłużej w rewolucję rosyjską i zwrócili się do Turków z prośbą o wsparcie w zdobyciu pełnej niepodległości. Dlatego też, gdy 28 maja 1918 roku proklamowano Demokratyczną Republikę Azerbejdżanu, jej rząd natychmiast wysłał delegację do Stambułu, aby omówić możliwość wsparcia militarnego Imperium Osmańskiego dla młodej republiki. Wielki wezyr Enver Pasza przystał na prośby Azerów i zlecił swojemu bratu, Nuru Paszy, utworzenie osmańsko-azerskiej jednostki wojskowej, znanej później jako Kaukaska Armia Islamu, w celu odbicia Baku. Gdy w lipcu 1918 roku siły osmańsko-azerskie pokonały „Armię Czerwoną Baku” w kilku kluczowych bitwach w centralnym Azerbejdżanie, władza bolszewicka w Baku zaczęła się kruszyć pod naciskiem rosyjskich eserowców, dasznaków i brytyjskich agentów w mieście. 1 sierpnia 1918 roku Komuna Bakijska została zastąpiona przez Dyktaturę Środkowokaspijską, która desperacko zaprosiła do miasta 1000-osobowy oddział brytyjski pod dowództwem gen. Lionela Dunsterville’a. Wysiłek ten okazał się daremny i w obliczu przytłaczającej ofensywy osmańsko-azerbejdżańskiej, Dunsterforce wycofała się, a Kaukaska Armia Islamu wkroczyła do stolicy Azerbejdżanu 15 września 1918 roku.
Dni marcowe uwypukliły narastające od dawna napięcia między Ormianami a Azerami. Niecałe sześć miesięcy po masakrach marcowych, gdy siły osmańsko-azerskie wkroczyły do Baku, miasto ponownie pogrążyło się w chaosie, a 10 000 – 30 000 Ormian zostało zamordowanych. Specjalna komisja powołana przez Ormiańską Radę Narodową odnotowała w sumie 8988 zamordowanych Ormian, w tym 5248 ormiańskich mieszkańców Baku, 1500 ormiańskich uchodźców z tureckiej Armenii, którzy przebywali w mieście, oraz 2240 Ormian, których ciała znaleziono na ulicach, ale ich tożsamości nigdy nie ustalono. Chociaż dane te zostały zebrane przez Ormiańską Radę Narodową i są przez niektórych kwestionowane, to biorąc pod uwagę ogólny przebieg wydarzeń, raczej nie były one mocno przesadzone.
Podczas próby ucieczki z Baku w trakcie ofensywy osmańsko-azerskiej, bolszewiccy komisarze bakijscy zostali przetransportowani statkiem przez Morze Kaspijskie do Krasnowodska, gdzie zostali uwięzieni przez socjalistyczny rząd zakaspijski, rzekomo wspierany przez Brytyjczyków. Kilka dni później, 20 września 1918 roku, między stacjami Pieriewał i Achcza-Kujma na linii Kolei Transkaspijskiej, „26 komisarzy bakijskich” zostało rozstrzelanych.

## Analiza i interpretacje
Według Michaela Smitha muzułmanie ponieśli druzgocącą klęskę z rąk Rady Bakijskiej, po której nastąpiła „niepohamowana brutalność oddziałów dasznackich”. Podczas gdy po wydarzeniach marcowych Musawat wykorzystał je do pielęgnowania narodowej martyrologii, jego przywódca Məhəmməd Əmin Rəsulzadə przedstawił analizę, która wydaje się odzwierciedlać istotę relacji świadków. Zdaniem Rəsulzadə, bolszewicy i ich zwolennicy przez długi czas dążyli do osłabienia wpływów Musawatu wśród mas ludności azerskiej, a elity muzułmańskie czuły się sfrustrowane i bezsilne wobec tej presji. Jak oceniał lider Musawatu, dni marcowe były gwałtownym punktem kulminacyjnym ataku rosyjskiego bolszewizmu na nieprzygotowany jeszcze do walki naród azerski.

### Stanowisko Azerbejdżanu
Przywódca Musawatu Məhəmməd Əmin Rəsulzadə stwierdził w odniesieniu do dni marcowych:

Musawat został obwiniony za wydarzenia marcowe. To całkowicie bezpodstawne, ponieważ aby wypowiedzieć wojnę, trzeba posiadać przynajmniej pewną siłę fizyczną, której Musawatowi brakowało. Inni oskarżają Musawat o sprowokowanie wydarzeń marcowych, broniąc idei autonomii Azerbejdżanu. Do pewnego stopnia mogłoby to przypominać prawdę. Gdybyśmy posłusznie ugięli się przed wrogami naszej wolności, do tych wydarzeń mogłoby nie dojść. Ale nie moglibyśmy tego zrobić. Otwarcie domagaliśmy się wolności dla Azerbejdżanu, a to zwiększyło liczbę naszych wrogów

W sowieckim Azerbejdżanie oficjalna narracja na temat dni marcowych miała na celu poparcie działań Rady Bakijskiej i potępienie Musawatu jako sprawcy tragedii. Sowiecka historiografia starała się również zatuszować pamięć o masakrach z 1918 roku i pomijała fakt, że bolszewicy wykorzystali ormiańsko-azerski konflikt etniczny do zdobycia władzy. W 1978 roku ówczesny przywódca sowieckiego Azerbejdżanu, Heydər Əliyev, w swoim przemówieniu poświęconym 100. rocznicy urodzin Stepana Szaumiana, wspomniał zapomniane dni marcowe w następujący sposób:

W marcu 1918 roku w Baku wybuchło musawackie powstanie antyradzieckie, którego celem było zdławienie władzy radzieckiej. Dzięki stanowczym i zdecydowanym działaniom bolszewików bunt został jednak stłumiony”

Dokładnie dwadzieścia lat później, już jako prezydent niepodległego Azerbejdżanu, Əliyev wydał dekret potępiający dni marcowe jako początek ludobójstwa Azerów. Tekst dekretu prezydenckiego z 1998 roku opisuje wydarzenia marcowe w następujący sposób:

Wykorzystując sytuację po zakończeniu I wojny światowej oraz rewolucji lutowej i październikowej 1917 roku w Rosji, Ormianie rozpoczęli wdrażanie swoich planów pod sztandarem bolszewizmu. Pod hasłem walki z elementami kontrrewolucyjnymi, w marcu 1918 roku gmina bakijska rozpoczęła realizację zbrodniczego planu mającego na celu wyeliminowanie Azerów z całej prowincji bakijskiej

### Stanowisko sowieckie
Komitet Obrony Rewolucji Rady Bakijskiej wydał na początku kwietnia 1918 roku proklamację wyjaśniającą wydarzenia marcowe i ich przyczyny. W oświadczeniu stwierdzono, że bunt miał charakter antyradziecki, a winą za niego obarczano Musawat i jego kierownictwo. Oświadczenie Rady twierdziło, że Musawat zaplanował starannie przygotowany spisek mający na celu obalenie Rady Bakijskiej i ustanowienie własnego reżimu:

Wrogowie władzy radzieckiej w Baku podnieśli głowy. Złość i nienawiść, z jakimi postrzegali rewolucyjny organ robotników i żołnierzy, zaczęły ostatnio przeradzać się w jawne działania kontrrewolucyjne. Pojawienie się sztabu Dywizji Dzikiej, na czele której stał zdemaskowany Tałyszchanow [sic!], wydarzenia w Lenkoranie, Muganie i Şamaxı, zdobycie Pietrowska przez pułk dagestański i wstrzymanie dostaw zboża z Baku, groźby ze strony Jelizawietpola, a w ostatnich dniach także Tyflisu – marszu na Baku przeciwko władzy radzieckiej, agresywne ruchy pociągu pancernego Komisariatu Zakaukaskiego w Adżykabule, a wreszcie skandaliczne zachowanie Dywizji Dzikiej na parowcu „Ewelina”, gdzie rozstrzelano towarzyszy – wszystko to świadczy o zbrodniczych planach kontrrewolucjonistów skupionych głównie wokół beckiej partii Musawat, mających na celu obalenie władzy radzieckiej

Szaumian uznał wydarzenia marcowe za triumf władzy radzieckiej na Kaukazie:

Zakaukazie wkroczyło w okres aktywnej walki zbrojnej o władzę sowiecką. Przez trzy dni, 30, 31 marca i 1 kwietnia, w Baku szalała zacięta bitwa. Po jednej stronie walczyła radziecka Gwardia Czerwona; niedawno zorganizowana przez nas Czerwona Armia Międzynarodowa; Flota Czerwona, którą udało nam się w krótkim czasie zreorganizować; oraz ormiańskie jednostki narodowe. Po drugiej stronie Muzułmańska Dywizja Dzikich, w której służyło sporo carskich oficerów, oraz bandy uzbrojonych muzułmanów pod dowództwem partii Musawat […] Dla nas wynik bitwy był olśniewający. Zniszczenie wroga było całkowite. Narzuciliśmy im warunki, które podpisali bez zastrzeżeń. Po obu stronach zginęło ponad trzy tysiące ludzi. Władza radziecka w Baku zawsze wisiała na włosku z powodu oporu muzułmańskich partii nacjonalistycznych. Partie te, dowodzone przez feudalną inteligencję (bejów i chanów), która osiedliła się w Jelizawietpolu i Tyflisie dzięki poniżającej i tchórzliwej polityce mienszewików, stały się bardzo agresywne również w Baku. […] Gdyby przejęli kontrolę nad Baku, miasto zostałoby ogłoszone stolicą Azerbejdżanu, a wszystkie elementy niemuzułmańskie zostałyby rozbrojone i wymordowane

W opinii polsko-amerykańskiego historyka Tadeusza Świętochowskiego, „w swoim entuzjazmie Szaumian mógł nie pamiętać, że w 1905 roku sam oskarżył carat o czerpanie korzyści z wzajemnych masakr muzułmańsko-ormiańskich. Wątpliwe jest, aby on, w przeciwieństwie do Azerów, dostrzegał w tym jakiekolwiek podobieństwo”.
Józef Stalin, który był wówczas bolszewickim komisarzem ludowym, stwierdził w gazecie „Prawda”, że dni marcowe wydarzyły się w proteście przeciwko Zakaukaskiemu Komisariatowi z siedzibą w Tyflisie:

Cała Armenia protestuje przeciwko uzurpacji samozwańczego „rządu” Tyflisu, domagając się dymisji posłów na Sejm. A centrum muzułmanów, Baku, cytadela władzy sowieckiej na Zakaukaziu, zjednoczyło wokół siebie całe Wschodnie Zakaukazie, od Lenkoranu i Quby po Jelizawietpol, z bronią w ręku upomina się o prawa mieszkańców Zakaukazia, którzy wszelkimi siłami starają się utrzymać więź z Rosją Sowiecką

### Stanowisko Ormian
Ormiański pogląd na wydarzenia z marca 1918 roku został udokumentowany w liście napisanym przez arcybiskupa Bagrata do amerykańskiej misji w Baku. List zaczynał się od oskarżenia, że Azerom, jako zwolennikom Turków i Niemców, nie można ufać. Rozprawiwszy się w ten sposób z azerską wersją wydarzeń, Bagrat stwierdził, że bitwę stoczył Musawat i Sowieci, podczas gdy Ormianie zachowali neutralność. Arcybiskup twierdził, że w walkach brali udział niektórzy ormiańscy żołnierze, ale były to jedynie pojedyncze osoby, za których Ormiańska Rada Narodowa nie może ponosić odpowiedzialności. Twierdził również, że Ormianie udzielili schronienia około 20 000 muzułmanom podczas walk.
Ormianie byli rozpaleni widokiem i opowieściami kilkuset tysięcy uchodźców, którym udało się dotrzeć na Zakaukazie, uciekając przed osmańskim ludobójstwem rozpoczętym w 1915 roku. W rezultacie, gdy armia rosyjska się rozpadła, Ormianie zachowali dyscyplinę pomimo destrukcyjnych działań bolszewików i byli jedyną siłą, na którą alianci mogli liczyć w południowo-zachodniej Azji w ostatnim roku wojny. Dwa miliony Ormian z Zakaukazia, powiększone o kilkaset tysięcy uchodźców z Imperium Osmańskiego, trwało w lojalności wobec Rosji, aż do czasu, gdy traktat brzeski oddał ich ziemie w ręce Turków. Następnie podjęli działania mające na celu utworzenie własnego państwa, które zdołało utrzymać się w okresie anarchii i głodu, jakie bolszewizm sprowadził na dawne Imperium Rosyjskie. Na konferencji pokojowej, przemawiając przed Radą Dziesięciu, Awretis Aharonian, delegat Demokratycznej Republiki Armenii, oświadczył, że 2,5 mln Ormian na Zakaukaziu pragnie związać swój los z Ormianami z Imperium Osmańskiego, aby utworzyć Wielką Armenię. Według Michaela P. Croissanta, dasznacy dążyli do zemsty za prześladowania i ludobójstwo, jakich doznali Ormianie z rąk Osmanów, podczas gdy Tadeusz Świętochowski stwierdza, że „ormiańscy historycy nie wyjaśniają politycznych kalkulacji stojących za tym posunięciem, a raczej sugerują niekontrolowany wybuch emocji” .

### Inne opinie
Według Firuza Kazemzadeha, bolszewicy sprowokowali wydarzenia marcowe, aby wyeliminować swojego najgroźniejszego rywala w Baku – Musawat. Jednak gdy sowieccy przywódcy zwrócili się do dasznaków z prośbą o pomoc w walce z azerskimi nacjonalistami, konflikt przerodził się w masakrę, w której Ormianie zabijali muzułmanów niezależnie od ich przynależności politycznej czy pozycji społecznej i ekonomicznej.
Po przeprowadzeniu własnego dochodzenia, Służba Naukowa niemieckiego Bundestagu doszła do wniosku, że w literaturze specjalistycznej i publicystyce występują rozbieżne relacje dotyczące wydarzeń w Baku i liczby ich ofiar, co utrudnia sporządzenie wiarygodnego sprawozdania.

### Uznanie międzynarodowe
27 marca 2012 roku Senat stanu Nowy Jork przyjął pierwszą w historii rezolucję legislacyjną J3784-2011, ogłaszającą 31 marca 2012 roku Dniem Pamięci Azerbejdżanu. Rezolucję przedstawił senator stanowy James Alesi z inicjatywy członków Amerykańskiego Towarzystwa Azerbejdżańskiego i Rady Azerbejdżańsko-Amerykańskiej.
31 grudnia 2010 roku gubernator stanu Nevada Jim Gibbons ustanowił 31 marca Dniem Pamięci o masakrach ludności cywilnej Azerbejdżanu w 1918 roku, co stało się pierwszym tego typu gestem dokonanym przez instytucję rządową USA.